# Esplanade (Hamburg)

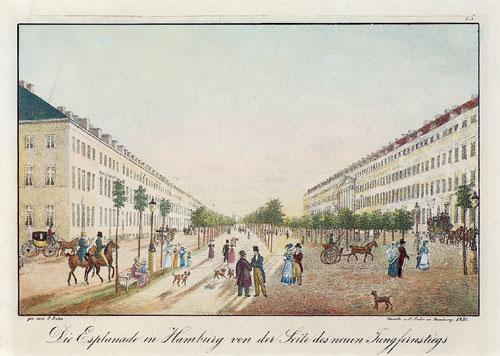
Die Esplanade vom Neuen Jungfernstieg gesehen, 1830

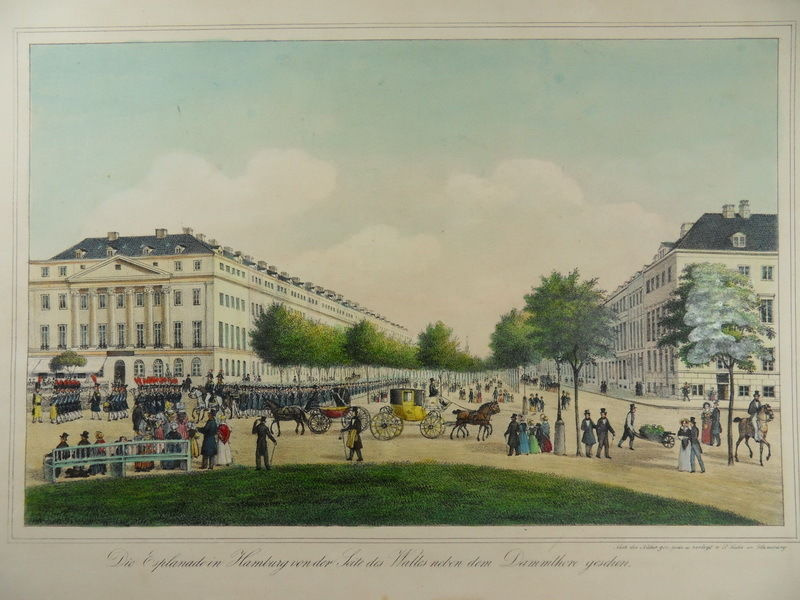
Esplanade vom Dammtor gesehen, Lithogr. der Gebrüder Suhr

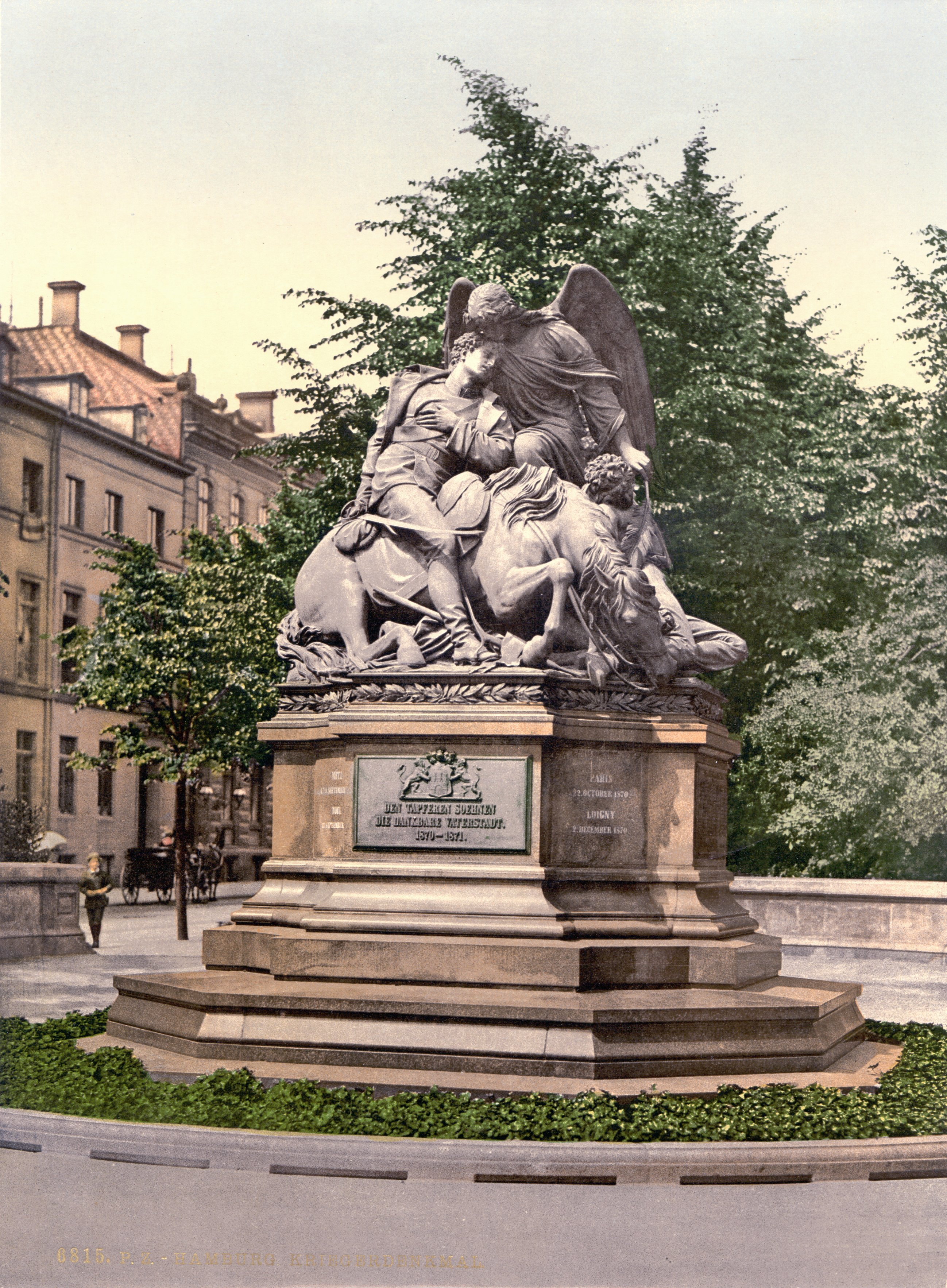
Die an der Esplanade 1877 eingeweihte „Heroen“-Skulptur befindet sich seit 1926 an der Fontenay in Rotherbaum

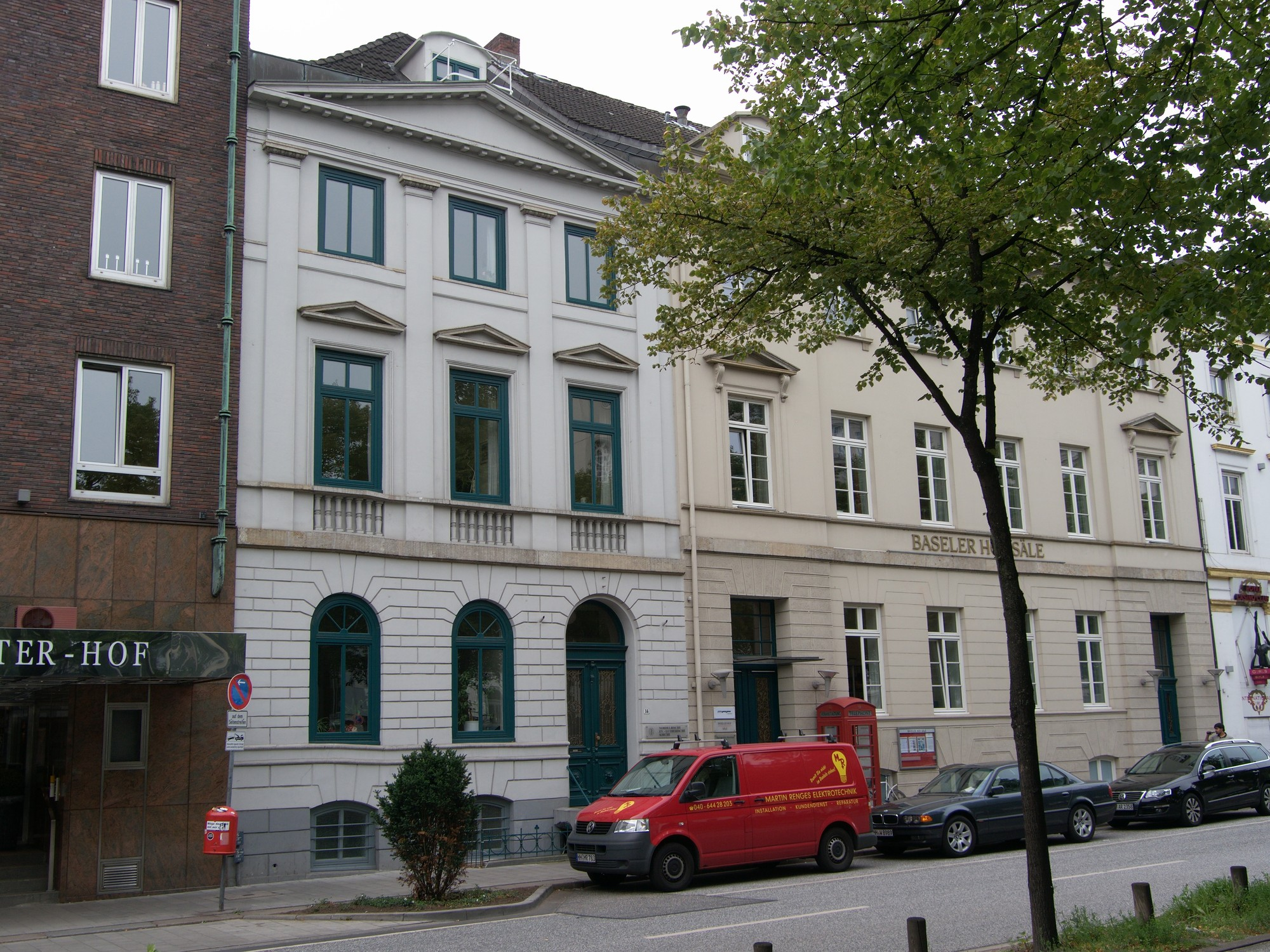
Haus Nr. 14

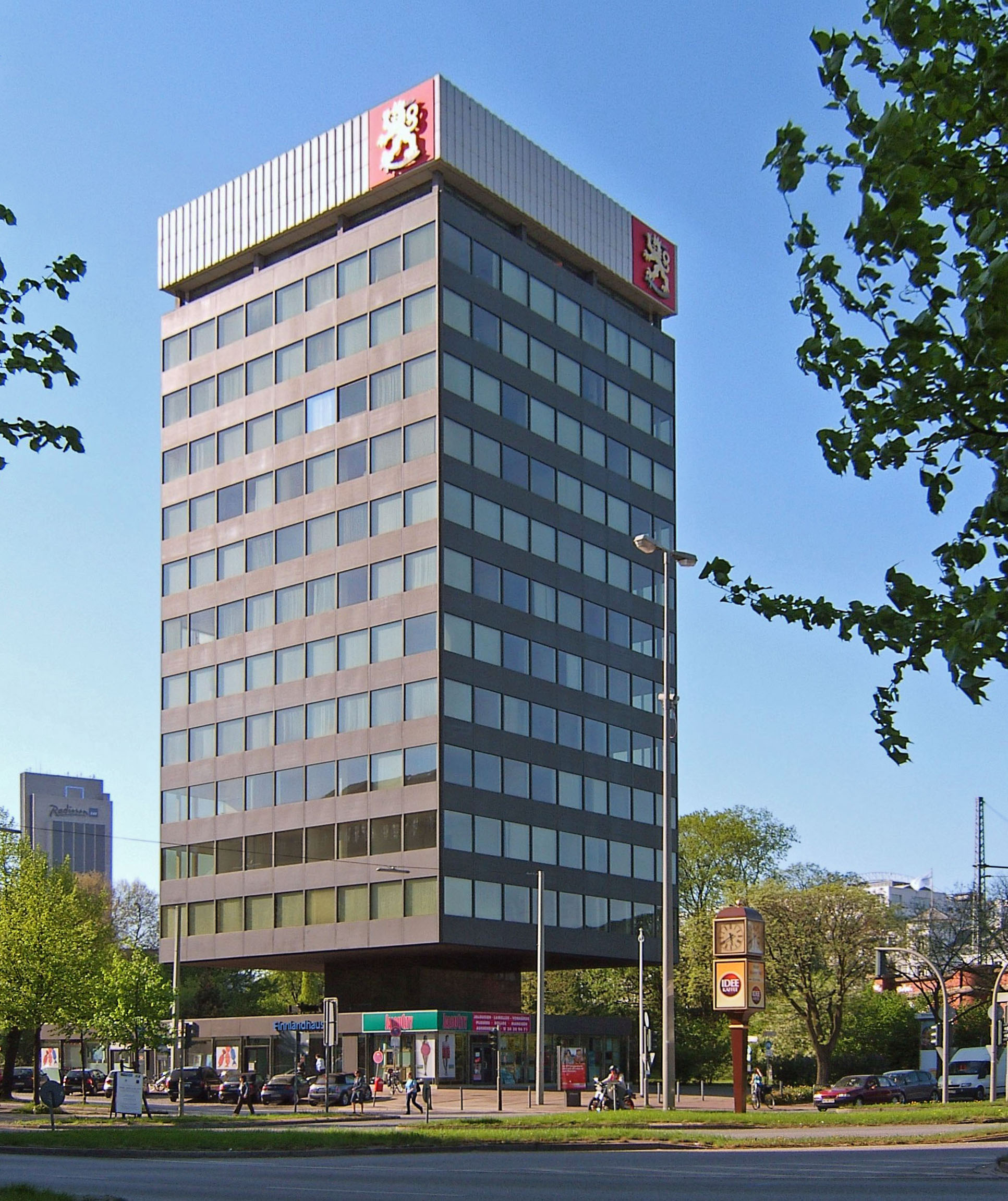
Finnlandhaus Esplanade 41, innovative Hängekonstruktion 1966.

Die Esplanade ist eine knapp 300 Meter lange Innerortsstraße im Zentrum von Hamburg. Als Teil des historischen Wallrings (Ring 1) um die Hamburger Innenstadt gehört sie zum Hauptverkehrsstraßennetz von Hamburg und trägt die amtliche Schlüsselnummer E247. Sie verläuft zwischen Stephansplatz und Neuem Jungfernstieg/Lombardsbrücke im Stadtteil Neustadt.
Angelegt auf einem eingeebneten Teil des ehemaligen Stadtwalls, war die Esplanade ursprünglich beidseitig mit klassizistischen Bürgerhäusern bebaut, die auch den Zweiten Weltkrieg nahezu unzerstört überstanden. Allerdings wurde die Nordseite in den 1960er Jahren zugunsten einer seinerzeit geplanten Hochstraße weitgehend abgerissen und durch mehrere Punkthochhäuser ersetzt. Lediglich das heute als Spielcasino genutzte frühere Hotel Esplanade blieb erhalten. 

## Geschichte
Zwischen 1827 und 1830 wurde sie als Prachtstraße nach Entwürfen von Carl Ludwig Wimmel mit einheitlich im klassizistischen Stil erbauten Häusern und vier Linden-Reihen in der Mitte angelegt. Vorbilder für die 50 Meter breite und 250 Meter lange Straße kamen aus England oder auch aus Berlin (Unter den Linden). Dafür war zuvor der ehemalige Stadtwall zwischen Alster und Dammtor eingeebnet worden (Esplanade = ebene/freie Zone zwischen Stadt und Befestigung); mit dem gewonnenen Erdreich wurde zeitgleich der Neue Jungfernstieg angelegt.
Während die Gebäude der Südseite Carl Ludwig Wimmel nur zur Begutachtung vorgelegt wurden, stammten die fünfzehn Häuser der Nordseite vom späteren Baudirektor selbst. Die Häuser dort waren symmetrisch gegliedert und durch das Haus Nr. 39 (bei erster Nummerierung noch Haus 8) mit einem durch Säulen versehenen Mittelbau betont. Der Portikus wurde ebenso auf der Südseite am Haus 14 in schwächerer Form wieder aufgenommen. Esplanade 39 war auch das Wohnhaus von Charlotte Embden, der Schwester von Heinrich Heine, in dem auch Heine-Verehrerin Kaiserin Elisabeth zu Gast war. Die Säulenfront wiederholte sich nochmals am Eckhaus zum Stephansplatz (Meyers Hotel) und wurde als Fassaden-Element bei dem 1906 dort neu errichteten, größeren Hotel Esplanade (heute Casino Esplanade) wieder aufgegriffen.
Auf der Südseite der Straße verschwand die einheitliche Gestaltung durch den Straßendurchbruch der Colonnaden und den Bau von Kontorhäusern und Hotels bereits vor dem Ersten Weltkrieg. So entstand 1912–13 mit dem Esplanadebau (Esplanade 6 von Rambatz und Jollasse) ein typisches Kontorhaus in Skelettbauweise mit Werksteinfassade, Mansardenwalmdach und repräsentativer Eingangshalle, das über der schlichteren Rückseite das erste Staffelgeschoss Hamburgs erhielt.
Abgesehen vom Esplanade-Hotel blieb die nördliche Seite zunächst in ursprünglicher Form erhalten und wurde noch im Zweiten Weltkrieg, den die Häuser ohne größere Schäden überstanden, teilweise unter Denkmalschutz gestellt.
In den 1950er Jahren scheute man zum einen die Kosten für die Instandsetzung der zum Teil sanierungsbedürftigen Häuser, wollte vor allem aber zeitgenössische städtebauliche Vorstellungen umsetzen. Jüngere Forschungen konnten nachweisen, dass der damalige Leiter des Denkmalamtes Günther Grundmann hinter den Kulissen den Abbruch unterstützte. Die Neuplanung von Baudirektor Werner Hebebrand sah drei Punkthochhäuser, umgeben von öffentlichen Grünanlagen, vor. Diese sollten weiter von der Straße abrücken, um eine Hochstraße über der Esplanade zur Verkehrsentlastung errichten zu können.
Der Denkmalschutz für die Häuser Esplanade 38–40 wurden daher 1958 aufgehoben und 1963 die weiteren Häuser 41, 42, 43 aus der Denkmalliste gestrichen. Die ersten Abbrucharbeiten begannen 1958 für den Bau des 1960 fertiggestellten Burmah-Hauses (oder BAT-Haus, da zunächst von British American Tobacco genutzt). 1963 begann der Abriss von sechs verbliebenen Häusern für das 1966 fertiggestellte Finnlandhaus. Das Finnlandhaus wurde Sitz des finnischen Generalkonsulats. Aufgrund seiner ungewöhnlichen Bauweise wurde es zusammen mit dem BAT-Haus, die beide von den Architekten Helmut Hentrich und Hubert Petschnigg stammen, 2002 selbst unter Denkmalschutz gestellt. Ein ursprünglich geplantes drittes Hochhaus wurde erst 2018 gebaut. Das ehemalige Hotel Esplanade und das Haus Nr. 37 blieben daher stehen. Esplanade 37, als einzig erhaltenes Haus der Bebauung von 1827 bis 1830 nach Plänen von Wimmel, findet auch Erwähnung im Roman Der Zauberberg von Thomas Mann.
Seit 1877 stand eine Skulptur als Kriegerdenkmal am Beginn der Esplanade. Das Denkmal für die Gefallenen des Deutsch-Französischen Kriegs wurde 1926 an die Fontenay an der Außenalster versetzt (siehe Rotherbaum).

## Esplanade 36

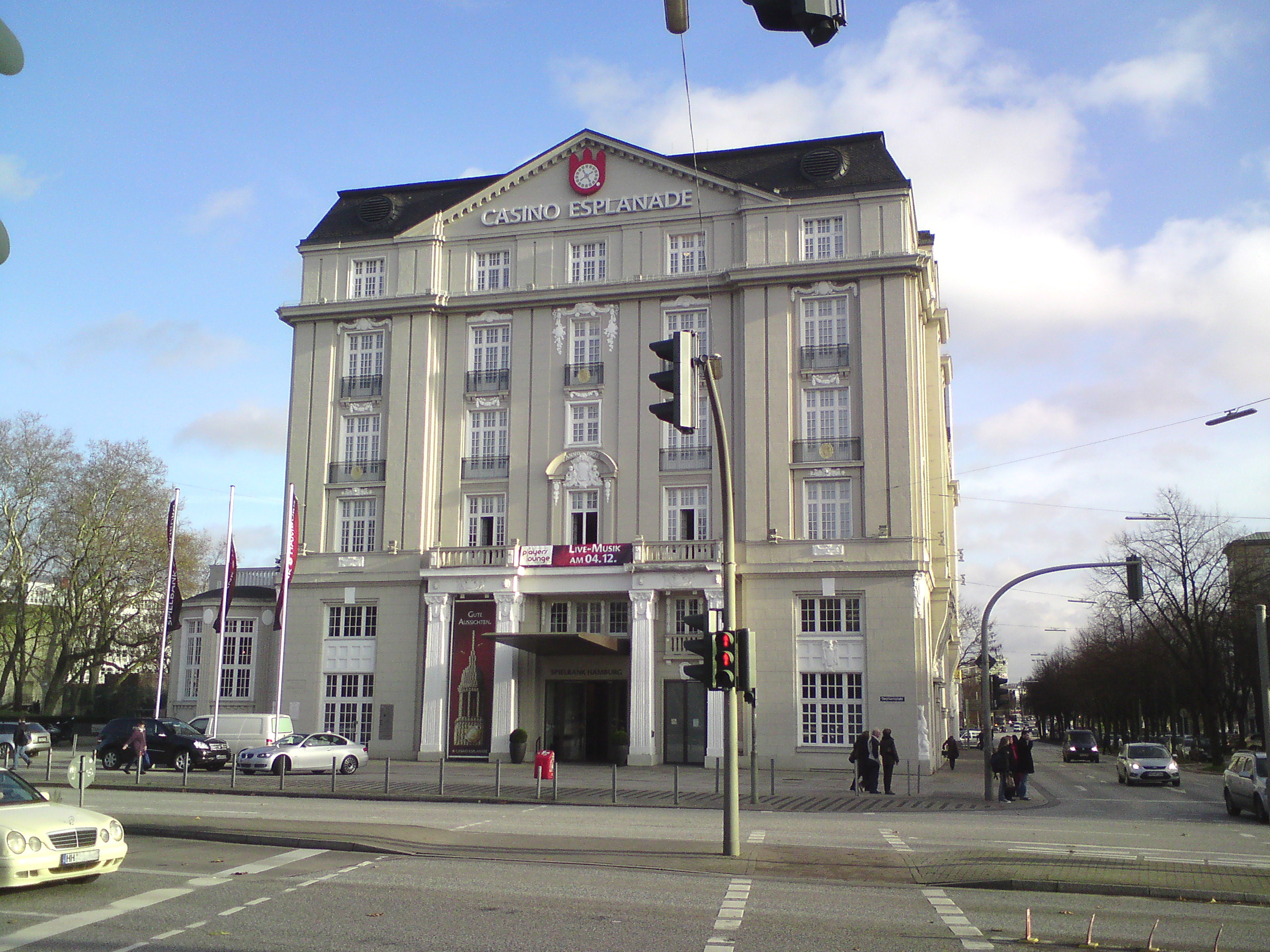
Casino Esplanade

Das Gebäude Stephansplatz 10 / Esplanade 36/36a wurde 1906–1907 für die Deutsche Hotel-AG durch die Bauunternehmung Boswau & Knauer als Grand Hotel anstelle von zwei älteren Gebäuden erbaut. Der Entwurf stammte von dem Berliner Architekten Otto Rehnig, die Oberbauleitung übte der Hamburger Architekt Gustav Blohm aus. Der für den Neubau abgebrochene Kopfbau zum Dammtor beherbergte zuvor Meyer's Hôtel, das neue Haus eröffnete 1907 als Hotel Esplanade. Die Baukosten des Projektes lagen bei 2 Millionen Mark.
Das im Inneren repräsentativ ausgestattete Haus wurde ein Treffpunkt der Gesellschaft. In den Unruhen nach dem Ersten Weltkrieg war es zeitweise Hauptquartier der Truppen von Paul von Lettow-Vorbeck. In den folgenden Jahren wechselten die Besitzer häufig. Im Zweiten Weltkrieg wurde der Hotelbetrieb eingestellt. Die Hamburger Feuerkasse wollte das Gebäude als Verwaltungsgebäude erwerben, scheiterte jedoch am Veto des Gauleiters Karl Kaufmann. So bekam es schließlich das Zellulose-Unternehmen Phrix-Werke AG. 1948 öffnete der Gastronom Albert Harbeck einen Teil des Hauses wieder als Hotel Esplanade, es verfügte zu dieser Zeit über 90 Zimmer und das Hotelcafé „Josephine Beauharnais“ nach französischem Vorbild. Bereits im August 1951 schloss das Haus wieder, nachdem der Mietvertrag von der Phrix-Werke AG nicht verlängert worden war.
Das nun Phrix-Haus genannte Bauwerk wurde ganz zum Verwaltungsgebäude umgebaut. Bebauungspläne sahen vor, dass das Gebäude (ebenso wie der Rest der nördlichen Esplanade) für den Bau eines 13- bis 14-geschossigen Hochhauses abgerissen werden sollte. 1971 wurde das Gebäude von der Zentralkasse der Nordwestdeutschen Volksbanken als Verwaltungsgebäude übernommen und 1973 durch einen Brand bei Abbrucharbeiten schwer beschädigt. Bei der anschließenden Renovierung wurde im ersten Obergeschoss eine kleine Einkaufspassage mit Läden eingefügt, die durch eine Fußgängerbrücke als Verlängerung von der Dag-Hammarskjöld-Brücke und über die Esplanade durch eine Brücke von den Colonnaden zu erreichen war. 2005 wurden die Brücken wieder abgerissen und die Ladenpassage geschlossen. Es erfolgte dann ein kompletter Umbau zum Casino und Restaurant.
Der ehemalige Ballsaal des Hotels wurde 1948 vom Architekten Cäsar Pinnau in ein Kino umgebaut (Eingang Esplanade 36). Der Saal des Esplanade-Theaters behielt im Wesentlichen seine aufwändigen Stuckverzierungen und die Kronleuchter – es galt daher auch als eines der schönsten Lichtspielhäuser der Stadt. 1968 wurde der Saal in zwei Kinos geteilt. Beim Brand des Hauses 1973 wurde lediglich das Foyer beschädigt, das Kino konnte nach Renovierung 1974 wieder öffnen. 1982 musste das Kino schließen, der damalige Eigentümer (eine Bank) ließ die Säle für die Erweiterung ihrer Büroräume abbrechen.
Am 2. Dezember 2006 eröffnete die Spielbank Hamburg das Casino Esplanade, das unter anderem Gastgeber der Deutschen Pokermeisterschaften und Station der German Poker-Tour ist. Im Großen Spiel bietet das Casino Esplanade neun Roulette- und drei Blackjack-Tische, außerdem gibt es 140 Spielautomaten. Der Schriftsteller Heinz Strunk ist Inhaber einer Ehrenkarte.
Seit 2012 befindet sich in den oberen Etagen des Gebäudes das Hamburg Center for Health Economics, ein gesundheitsökonomisches Forschungszentrum der Universität Hamburg und des UKE.
Das Gebäude steht unter Denkmalschutz.